# Scelodontina
Scelodontina is een geslacht van kevers uit de familie bladkevers (Chrysomelidae).
De wetenschappelijke naam van het geslacht werd in 1979 gepubliceerd door Medvedev.

## Soorten
- Scelodontina suvensis Medvedev, 1979